# Исфахан (остан)
Исфахан (на персийски: اصفهان) е един от останите (провинции) в Иран. Намира се в централната част на страната и заема площ 107 017.6 km2. Населението наброява около 5 000 000 души, 85% от които живеят в градовете на остана. Етническият състав е разнообразен, мнозинството е персийско. Административният център на провинцията е град Исфахан.

## История
Територията на провинцията е населена от няколко хилядолетия. Като част от големите империи тя преминава през управление на великите персийски династии – Ахемениди и Сасаниди. От времето на Сасанидите в шахрестан Натанз има запазени руини в селището Абяне. Подобно на другите територии на Древна Персия провинцията е завладявана от арабите, Селджуките. През тези периоди тя запазва своето политическо и икономическо значение поради благоприятното географско положение и богатите селища. Провинцията запада, след като е завзета от Тамерлан, нов разцвет преживява при Сефевидите.

## Административно деление
Всеки остан в Иран се дели на шахрестани, които състоят от бахши, те на свой ред съдържат най-малките административни единици – дехестани. Столицата на провинцията Исфахан е град Исфахан. Административният център на шахрестан е град, който носи името на шахрестана. Остан Исфахан е разделен на 24 шахрестана:
| Карта на остан Исфахан | Шахрестани |
| ---------------------- | --- |
|                        | 1. Хансар 2. Наджаф Абад 3. Тиран и Карван 4. Чадеган 5. Ланджан 6. Фалаварджан 7. Хомейни Шахр 8. Мобараке 9. Борхар 10. Дахаган 11. Ферейдан 12. Ферейдун Шахр 13. Голпайеган 14. Шахиншахр и Мейме 15. Кашан 16. Натанз 17. Аран и Бидгол 18. Ардестан 19. Наин 20. Хур и Биябанак 21. Исфахан 22. Шахреза 23. Семиром 24. Буин и Мияндащ |

Бахшите са 47 броя, градовете са над 100.
До 1966 г. в остан Исфахан влиза остан Язд. Шахрестан Кашан става част от остана през 1986 г.

## География
Остан Исфахан заема територия с площ 107 017.6 km2, разположен е в централен Иран между планинския масив Загрос и голямата пустиня Дащ-е Кавир. Средната надморска височина е около 1600 m.
На север граничи с останите Маркази, Кум и Семнан, на юг – с остан Фарс и остан Кохгилюе и Бойер Ахмад, на изток – с остан Язд, на запад – с Лурестан, на югозапад – с остан Чахар Махал и Бахтияри.
Западните и южните райони на остана се намират в Загрос. Най-високият връх на провинцията е Шаханкух – 4040 m. В източните и северните райони има пустини. В шахрестан Аран и Бидгол се намира една от най-красивите в Иран пясъчна пустиня Маранджаб. Столицата Исфахан се намира в оазис, който е разположен в долината на река Заяндеруд, най-пълноводната в Централен Иран. Другите реки в провинцията са малки и пресъхват през горещите сезони.
По отношение на климата, който се определя от степента на отдалеченост от планините и пустините, в провинцията има три зони. Западните и южните шахрестани Голпайеган, Хансар, Ферейдан, Ферейдун Шахр и Семиром имат полувлажен и студен климат; Наин, Ардестан и Кашан имат горещ пустинен климат; Тиран и Карван, Наджаф Абад, Мобараке, Ланджан, Фалаварджан, Хомейни Шахр и Исфахан имат умерен климат и четири различими сезона. Метеорологичните данни за средните годишни валежи варират от 67 mm в най-източните селища до 1470 mm в планинските райони.
Максималната лятна температура за провинцията е 40.6 °C, минималната е 10.6 °C, средногодишната е 16.7 °С. Средните годишни валежи са 116.9 mm.
Провинцията няма богата флора и фауна. В равнинната част най-разпространените растения са различни видове храсти. Растителността става по-изобилна и разнообразна с повишаване на надморското равнище. В планините расте бор, кипарис, чинар, черни тополи, бряст и ясен. Горите в остана намаляват, което води и до изчезването на мечки, леопарди, глигани др. В националните паркове са запазени елени и различни видове кози. В равнините все още се срещат лисици, вълци, чакали и зайци.

## Население
Съгласно националното преброяване през 2011 г. населението на провинцията е 4 879 312 души, от които 4 168 219 души живеят в градовете, 72,5% са на възраст между 15 и 64 години, 6,5% са над 65 години и 21,0% са под 15 години. Средният годишен прираст на населението между 2006 и 2011 г. е 1,37%, плътността е 46 души/km2.
Етническото мнозинство са персийци. Малцинствените групи са (в намаляващ ред на население): бахтияри, тюрки, арменци, грузинци, лури и араби. В южните райони на остана живеят номадски племена гашгаи.
Мюсюлманите са религиозното мнозинство. Религиозните малцинства са християни, зороастрийци и евреи.
Около 88% от населението на остан Исфахан е грамотно (възрастова група над 6 г.).

## Икономика
В съвременния Иран Исфахан е една от икономически най-богатите провинции с развита лека и тежка индустрия. Тя е търговски и транспортен център, на нейната територия е създадена свободна икономическа зона. Тук се намират
голям брой текстилни, обувни и хранително-вкусови предприятия. Крупните компании от нефтопреработвателната, авиационна, металургична, автомобилна, миннодобивна промишлености имат в градовете на провинцията свои представителства и производства.
Селското стопанство произвежда пшеница, бобови, плодове и зеленчуци, памук, шамфъстък, цветя.
Съществен принос в икономиката на провинцията има туризмът. Със своята древна история и разнообразни запазени паметници на архитектурата столицата на провинцията и нейните шахрестани привличат многобройни вътрешни и чуждестранни туристи.
Исфахан е прочут в страната с традиционните ръчни занаяти. Предметите, произведени от местните майстори, се ценят като образци на класическото персийско приложно изкуство. Поддържат се занаяти, свързани със старинните техники на ръчно тъкане, килимарство, изработване на брокатни тъкани, бродиране със златни и сребърни нишки. Развити са гравиране върху сребро и мед, дърворезба, персийското изкуство хатам (декориране на предмети с тънки триъгълни снопчета от парченца метал, слонова кост и дърво), фино украсяване на изделия с емайл.

## Образование и наука
- Исфахански технически университет
- Исфахански университет
- Исфахански университет за медицински науки
- Кашански университет за медицински науки
- Исфахански университет за изкуства
- Технически университет „Малек-Ащар“
- Кашански университет
- Ислямски свободен университет във Фалаварджан
- Ислямски свободен университет в Мейме
- Ислямски свободен университет в Кашан
- Ислямски свободен университет в Майлеси
- Ислямски свободен университет в Шахреза
- Ислямски свободен университет в Наджаф Абад
- Ислямски свободен университет в Хомейни Шахр
- Ислямски свободен университет в Хоразган [7]

## Забележителности
Провинция Исфахан е известна с голям брой туристически обекти, сред които са древните паметници на зоростризма, образците на ислямското архитектурно изкуство, уникалните водоснабдителни системи. От 21 ирански обекта, включени в списъка на световното културно и природно наследство на ЮНЕСКО, 7 се намират на територията на провинцията:
- Дворецът Чехел Сутун, персийска градина, град Исфахан
- Петъчната джамия, град Исфахан
- Площад Нагше Джахан (Площад Имам), град Исфахан
- Градината Фин, град Кашан
- Ганат Вазван, шахрестан Шахиншахр и Мейме
- Ганат Мозд Абад, шахрестан Шахиншахр и Мейме
- Ганат Мун, шахрестан Ардестан

Освен с получилите световно признание паметници столицата на остана е известна с много други забележителности: джамия с люлеещи се минарета, мостове през река Заяндеруд, арменския квартал Нова Джулфа, където се намират катедрала Ванк, много църкви и един манастир. Арменски и грузински квартали има и в град Ферейдун Шахр.
В градовете на шахрестаните има запазени джамии от различни исторически периоди. Освен тях в град Наин могат да се видят руини на древна крепост, вятърните кули (бадгири), подземни цистерни за събиране и съхраняване на вода за горещите летни месеци (аб анбари).
В град Кашан се намират старинен базар, мавзолей с гробницата на шах Абас I Велики, красиви дворци. Недалеч от града има руини на два древни зикурата.
В град Натанз се намират руини на зороастрийски храм и място, където според легендата има следа на имам Али. Близо до Натанз са древните мини, където са добивали злато и мед.
Около град Шахреза се намират няколко кервансарая.
До град Хомейни Шахр има руини на крепост и зороастрийско светилище от епохата на Сасанидите. Зороастрийски храм има и около град Хансар.
В град Ардестан са руините на гробниците от епохата на Селджуците, старинен базар и аб анбари.
В покрайнините на град Аран и Бидгол се намират кервансарай, цитадела. Този шахрестан привлича туристическия интерес и със своите природни забележителности – пустинята Маранджаб и нейните солени езера.